# Ниас
Ниас (на индонезийски: Pulau Nias) е остров в Индийския океан, разположен на 125 km югозападно от остров Суматра. На северозапад Северният проток го отделя от остров Симьолуз и островите Ванияк, а на югоизток – Големият проток – от островите Бату. Площта на Ниас е 4772 km², а населението му към 2020 г. наброява 880 000 души. Преобладава хълмистият и нископланински релеф с вулканичен произход с максимална височина 843 m. Теренът на острова е зает от влажни екваториални вечнозелени гори, развити върху латеритни почви. Покрай бреговете му има коралови рифове, а на север и изток – мангрови гори. Основни земеделски култури са отглеждането на ориз, кокосова и сагова палма, мускатов орех. Развит е риболовът. Главен град и пристанище е Гунунгситоли.